# Keude Bayu
Keude Bayu is een bestuurslaag in het regentschap Aceh Utara van de provincie Atjeh, Indonesië. Keude Bayu telt 202 inwoners (volkstelling 2010).